# Floda en Bäck
Floda en Bäck (Zweeds: Floda och Bäck) is een småort in de gemeente Borlänge in het landschap Dalarna en de provincie Dalarnas län in Zweden. Het småort heeft 86 inwoners (2005) en een oppervlakte van 31 hectare. Eigenlijk bestaat het småort uit twee plaatsen: Floda en Bäck. Het småort ligt ongeveer 10 kilometer ten zuidwesten van de stad Borlänge.